# Жовтневий молот (Чернігів)
«Жовтневий молот» — ремонтно-механічний завод, колишнє державне підприємство машинобудування в Чернігові (Україна). Містобудівне підприємство XX століття.
Нині на його території — торгові площі («Ремзавод»), частина приміщень не експлуатується. На сході та північному сході примикає район Ремзавод, на заході — ДП «Завод будматеріалів № 2», на півдні — автотранспортні підприємства. На генплані Чернігова (2001 рік) підприємство також позначено.

## Історія
|                                 |                |                          |                                    |
| Упорядкований двір підприємства | Клуб (ліворуч) | Інструментальна дільниця | Інструментальна дільниця всередині |

1916 року на північній околиці Чернігова, в селі Коти, засновано механічні майстерні.
У другій половині 1921 року запрацював чавуноливарний завод. 1922 року з Ремісничої вулиці в село Коти переведено чавуноливарний завод Вайнштейна і Кацнельсона.
У листопаді 1922 року на базі чавуноливарного заводу та механічних майстерень клінкерного заводу засновано підприємство з виробництва та ремонту сільськогосподарського інвентарю — завод «Жовтневий молот». Наступного року, через відсутність палива, його законсервовано; у вересні 1924 року робота поновилася.
У роки першої п'ятирічки на заводі побудовано нові цехи, підприємство змогло розпочати ремонт тракторів. У 1930-х роках побудовано механо-складальний, моторемонтний, ливарний цехи, розпочато виготовлення глиномішалок для цегляних заводів, пресів для виробництва черепиці.
1931 року на заводі працювали 126 робітників — найбільше державне підприємство Чернігова за кількістю зайнятих. 1931 року завод виконав замовлення Магнітобуду на чавунне лиття. Завод переоснащено і 1935 року розпочато ремонт тракторів ХТЗ, потім вантажних автомобілів і автомобільних моторів, гусеничних тракторів ЧТЗ. Завод ремонтував 40 % тракторних моторів МТС області, випускав запасні частини до с/г машин. 1939 року стахановцями стали 78 % робітників. 1940 року завод «Жовтневий молот» був одним з найбільших (серед 11) підприємств (всього 57).
На початку Німецько-радянської війни в серпні 1941 року обладнання заводу «Жовтневий молот», об'єднаного з Київським авторемонтним заводом, евакуйовано до Саратова, де проводився ремонт військових автомобілів і танків. Під час німецької окупації Чернігова на заводі діяла підпільна група на чолі з М. С. Шарим. На початку 1944 року зруйновані цехи відбудовано, в післявоєнні роки розширено і докорінно реконструйовано.

## Реструктуризація
Наказом Фонду державної власності по Чернігівській області «Про створення ВАТ Чернігівський ремонтно-механічний завод „Жовтневий молот“» № 951 від 29.12.1995 створено відкрите акціонерне товариство шляхом реорганізації однойменного державного підприємства. До майнового комплексу увійшла будівля гуртожитку (вулиця Леніна, 201), яка на підставі рішення виконкому Чернігівської міськради № 28 від 18.02.2002 року має статус житлового будинку. 2006 року будинок передано в комунальну власність міста.
31 січня 1996 року зареєстровано відкрите (згодом публічне) акціонерне товариство Чернігівський ремонтно-механічний завод «Жовтневий молот». Основні види діяльності: управління нерухомістю за винагороду або на договірній основі, надання в оренду та експлуатацію власного та орендованого нерухомого майна, діяльність у сфері інженерії, геології та геодезії, надання послуг технічного консультування в цих сферах. Виконувач обов'язків голови правління — Пономаренко Ніна Борисівна. Середня кількість співробітників — 9. Загальні збори акціонерів підприємства 27 березня 2020 року прийняли рішення про зміну типу акціонерного товариства з публічного на приватне, яке набуло чинності 17 квітня 2020 року.

## Виробництво
Вироблювана продукція:
- автозапчастини на автомобілі: ГАЗ, УАЗ, ЗІЛ-130, ГАЗ-24 «Волга», М-412 «Москвич», УАЗ, складові механізму зворотного ходу до автонавантажувача львівського виробництва;
- запчастини для сільгосптехніки: шестерні та вали до косарок КРН, КРС;
- запасні частини до комбайнів;
- зірочки для с/г машин.

Послуги:
- виготовлення деталей серійне і масове за кресленнями замовника;
- лиття з сірого чавуну: корпусні деталі, шківи, диски, гальмові барабани автомобілів різних типів, кришки, напівмуфти, плити;
- декоративне лиття: паркові огорожі і ліхтарі, лавки, пристовбурні ґрати під дерева тощо;
- вироби для комунального господарства: люки, зливові решітки;
- товари для населення: колосники, плити, пічки побутові, дверцята топкові та піддувальні;
- спортивний інвентар: гирі, гантелі.

Послуги під замовлення:
- реставрація запчастин;
- виготовлення деталей за зразком або кресленням замовника;
- виготовлення заготовок із сірого чавуну для подальшої їх механічної обробки;
- зварювальні роботи.